# World Trade Center (film)
A World Trade Center 2006-ban bemutatott amerikai dokudráma-katasztrófafilm Oliver Stone rendezésében. A 2001. szeptember 11-ei terrortámadás eseményeit feldolgozó forgatókönyvet Andrea Berloff írta. A főbb szerepekben Nicolas Cage és Michael Peña látható. 
A dráma annak a két rendőrnek a szemszögéből mutatja be a történteket, akiket élve mentettek ki az összedőlt World Trade Center alól. 
Az Amerikai Egyesült Államokban 2006. augusztus 9-én került a mozikba a Paramount Pictures forgalmazásában. 

## Cselekmény
A film igaz történet alapján készült.
A 2001. szeptember 11-ei terrortámadás után az ikertornyok összeomlottak. John McLoughin és Will Jimeno rendőr a bennrekedt áldozatok megmentésére siet, ám a torony összeomlása miatt az épület foglyul ejti őket. Mindössze húsz embert sikerült kimenteni élve a roncsok alól – John és Will volt a 18. és a 19. 

## Szereplők
| Szerep                   | Színész           | Magyar hang     |
| ------------------------ | ----------------- | --------------- |
| John McLoughlin          | Nicolas Cage      | Józsa Imre      |
| Will Jimeno              | Michael Peña      | Csőre Gábor     |
| Dominick Pezzulo         | Jay Hernandez     | Papp Dániel     |
| Allison Jimeno           | Maggie Gyllenhaal | Németh Borbála  |
| Donna McLoughlin         | Maria Bello       | Spilák Klára    |
| Scott Strauss            | Stephen Dorff     | Vári Attila     |
| Fields nyomozó           | Jude Ciccolella   | Szersén Gyula   |
| Giraldi rendőrtiszt      | Danny Nucci       | Seder Gábor     |
| Judy Jonas               | Donna Murphy      | Ábel Anita      |
| Karen Jimeno             | Lucia Brawley     | F. Nagy Erika   |
| Dave Karnes              | Michael Shannon   | Szatmári Attila |
| Thomas tengerészőrmester | William Mapother  | Katona Zoltán   |